# What Fools Men Are
What Fools Men Are er en amerikansk stumfilm fra 1922 af George Terwilliger.

## Medvirkende
- Faire Binney som Peggy Kendricks
- Lucy Fox som Ola
- Joseph Striker som Ralph Demarest
- Huntley Gordon som Bartley Claybourne
- Florence Billings som Kate Claybourne
- J. Barney Sherry som Horace Demrest
- Templar Saxe som Bayard Thomas
- Harry Clay Blaney som Steve O'Mally